# Dobroyd Head
Dobroyd Head är en udde i Australien. Den ligger i förorten Balgowlah Heights i norra Sydney i delstaten New South Wales.